# ماركوس باولو
ماركوس باولو (مواليد 13 يوليو 1988 في بيدرو ليوبولدو - البرازيل) لاعب كرة قدم برازيلي يلعب حاليا لصالح نادي الدرجة الأولى لومان الفرنسي منذ 2007 في مركز الوسط المحوري .

## روابط خارجية
- ماركوس باولو على موقع رابطة كرة القدم الفرنسية للمحترفين (الإنجليزية)
- ماركوس باولو على موقع قاعدة بيانات كرة القدم.إي يو (الإنجليزية)
- ماركوس باولو على موقع Soccerway.com (الإنجليزية)
- ماركوس باولو على موقع كووورة
- ماركوس باولو على موقع AS.com (الإسبانية)